# Béla Juhász
Béla Juhász (* 15. Dezember 1940) ist ein ehemaliger ungarischer Radrennfahrer und nationaler Meister im Radsport.

## Sportliche Laufbahn
Béla Juhász war Mitglied des Vereins Budapesti Építők SC. 1961 siegte er bei der nationalen Meisterschaft im Straßenrennen auf einer 222 Kilometer langen Strecke, die von Budapest über Sztálinváros und Dunaföldvár nach Szeged führte. 1964 wurde er Zweiter der Ungarn-Rundfahrt hinter Ferenc Stámusz und gewann eine Etappe der Bulgarien-Rundfahrt. 1968 gewann er das dreitäge Rennen des Uniroyal-Wettbewerbs in Österreich.
Die Internationale Friedensfahrt fuhr er viermal. 1963 wurde er 49., 1964 42., 1965 39. und 1967 56. der Gesamtwertung.